# Нерсма
Нерсма — река в России, протекает в Сунском районе Кировской области. Правый приток Суны.

## География
Река Нерсма берёт начало в урочище Курицы. Течёт на северо-восток, у села Смыки поворачивает на восток. Устье реки находится ниже деревни Бабино в 11 км по правому берегу реки Суна. Длина реки составляет 18 км.

## Данные водного реестра
По данным государственного водного реестра России относится к Камскому бассейновому округу, водохозяйственный участок реки — Вятка от города Котельнич до водомерного поста посёлка городского типа Аркуль, речной подбассейн реки — Вятка. Речной бассейн реки — Кама.
По данным геоинформационной системы водохозяйственного районирования территории РФ, подготовленной Федеральным агентством водных ресурсов:
- Код водного объекта в государственном водном реестре — 10010300412111100038034
- Код по гидрологической изученности (ГИ) — 111103803
- Код бассейна — 10.01.03.004
- Номер тома по ГИ — 11
- Выпуск по ГИ — 1